# 2056 Nancy
2056 Nancy је астероид главног астероидног појаса чија средња удаљеност од Сунца износи 2,218 астрономских јединица (АЈ).
Апсолутна магнитуда астероида је 12,3.